# Resolució 1069 del Consell de Seguretat de les Nacions Unides
La Resolució 1069 del Consell de Seguretat de les Nacions Unides fou adoptada per unanimitat el 30 de juliol de 1996. després de recordar les resolucions anteriors sobre Croàcia inclosa la Resolució 1037 (1996) que va establir l'Autoritat Transitòria de les Nacions Unides per a Eslavònia Oriental, Baranja i Sírmia Occidental (UNTAES) i la Resolució 1043 (1996) que autoritza el desplegament d'observadors militars, el Consell va ampliar el desplegament de 100 observadors militars amb la UNTAES durant sis mesos més fins al 15 de gener de 1997.